# Dactylosaurus
Dactylosaurus is een geslacht van uitgestorven nothosauriërs binnen de familie Pachypleurosauridae. Samen met Anarosaurus was Dactylosaurus een van de vroegst bekende pachypleurosauriërs uit Europa. Dactylosaurus leefde in het Vroeg- en Midden-Trias tijdens het Laat-Olenekien en Anisien van Midden-Europa.

## Naamgeving
De typesoort Dactylosaurus gracilis werd in 1884 benoemd door Georg Julius Ernst Gürich. De geslachtsnaam komt van het Griekse daktylos (δακτυλος), 'vinger' en sauros (σαυρος), wat 'hagedis' of 'reptiel' betekent. De soortaanduiding betekent 'lichtgebouwd' in het Latijn.
Er is een plastotype MGUWR WR 3871s, bestaande uit een afgietsel van een natuurlijke mal, nu verloren gegaan, gevonden bij Michalowice, indertijd in Opper-Silezië gelegen. Het vertegenwoordigt een gedeeltelijk skelet, wellicht van een jong dier, alleen het voorste uiteinde. Er waren nog wat botten aanwezig in het fossiel maar die werden verwijderd om het afgietsel te maken.
In 1928 benoemde Franz Nopcsa de tweede soort Dactylosaurus schroederi. Deze was gebaseerd op plastotype SMF R4097. Tegenwoordig wordt dit beschouwd als een jonger synoniem van de typesoort. Het exemplaar is ongeveer tweemaal langer dan dat van de typesoort.

### Verspreiding
In termen van geologie worden ze gevonden:
- in de bovenste Röt-formatie (bovenste Buntsandstein; Vroeg-Trias): Michałkowice (Siemianowice Śląskie) en Kamień Śląski, Zuid-Polen, (de tweede locatie is niet zeker omdat Röt daar niet is blootgesteld)
- in de onderste Muschelkalk (Midden-Trias), onder meer in de Gogolin-formatie - Gogolin en zijn omgeving, Zuid-Polen
- In 2012 werd de nieuwe Röt-formatie (~ 247 miljoen jaar; Vroeg-Trias; Vroeg-Olenekien) met overvloedige ongearticuleerde overblijfselen van Dactylosaurus gevonden in Gogolin. Momenteel is dit de enige vindplaats waar de overblijfselen van Dactylosaurus toegankelijk zijn om te verzamelen.

## Beschrijving
Gregory S. Paul schatte in 2022 de lichaamslengte op twintig centimeter, het gewicht op twintig gram.
Tegen de gedachte dat het type onvolgroeid was, pleit de sterke verbening. De neusbeenderen van Dactylosaurus ontmoeten elkaar en zijn breed gestructureerd. De onderste slaapvensters zijn groot en niervormig. De wervelkolom is relatief stijf met weinig horizontale beweging. Er zijn zeventien halswervels en de cervicale ribben hebben voorste uitsteeksels. De maxillae van Dactylosaurus strekten zich breed uit langs de zijkant van de snuit. Het jukbeen is vrij groot.
De enige ledemaat die werd gevonden (een linkervoorpoot), bleek een smaller spaakbeen en ellepijp te hebben dan Neusticosaurus,  een vergelijkbare nothosauriër uit Europa. Dactylosaurus gracilis is de kleinste bekende soort in zijn familie, waaronder de veel beter bekende Keichousaurus, een nothosauriër waarvan vaak het kleine formaat wordt vermeld. 

## Fylogenie
Dactylosaurus is een, vermoedelijk vrij basaal, lid van de Pachypleurosauria.